# Hamburg-Altona

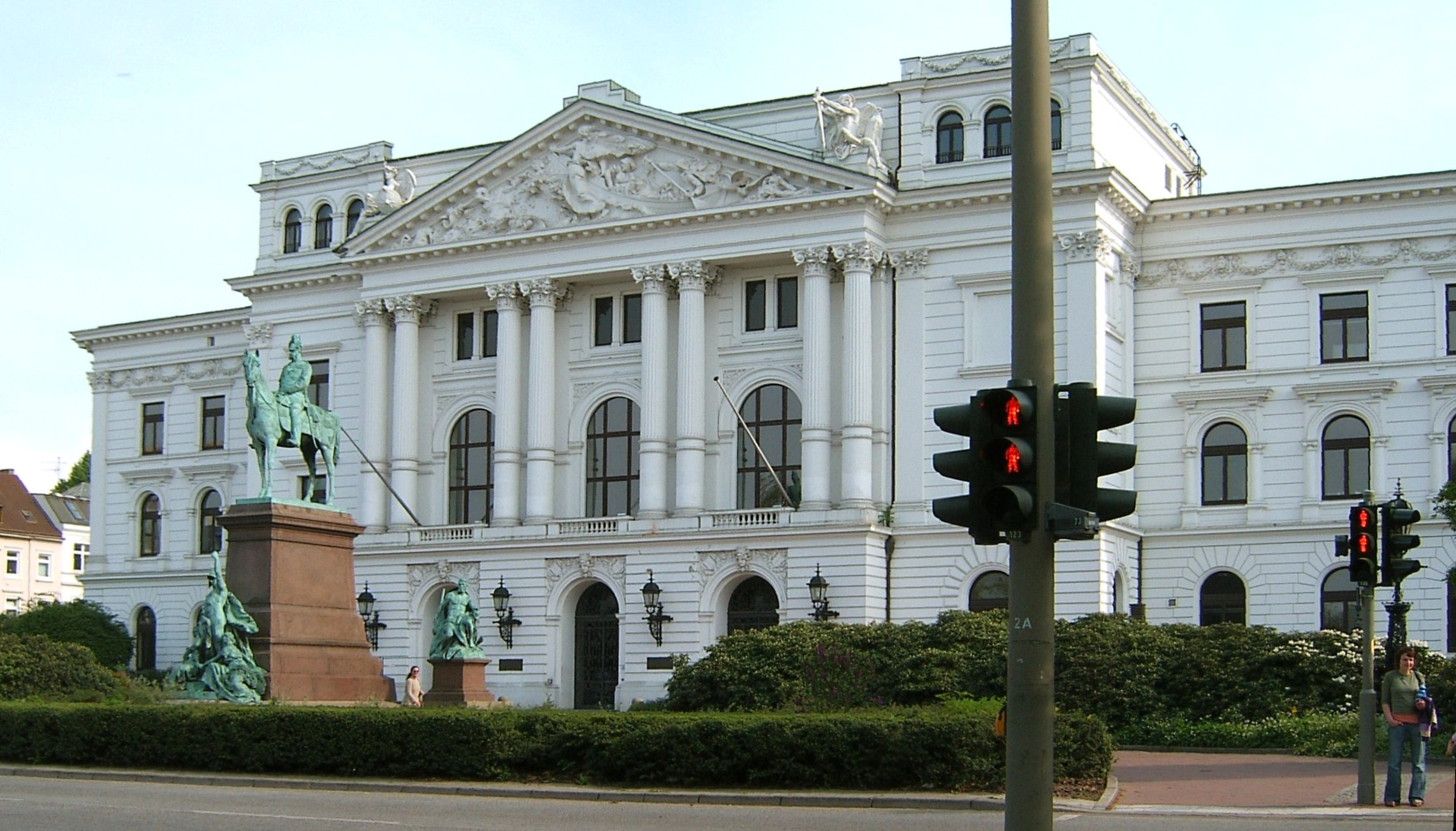
Stadshuset i Altona.

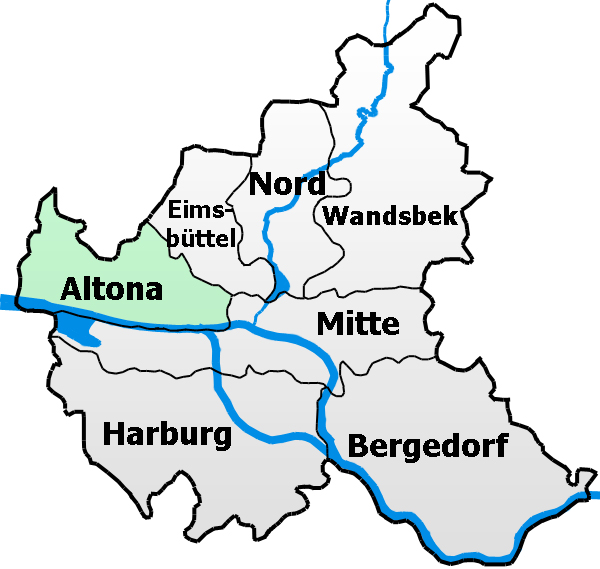
Altonas belägenhet i Hamburg

Altona (uttal (fil)) är ett distrikt (Bezirk) i Hamburg, vid Elbes norra strand, strax väster om centrum. Altona har en rik historia som egen stad, grundad av danskarna under medeltiden, som motvikt mot Hamburg som styrde sig själv. Altona blev en viktig dansk hamnstad för nordsjöfarten och försökte länge kontrollera och ta över Hamburgs roll, vilket dock misslyckades. Stadens betydelse för det danska kungariket kan exemplifieras av att man år 1844 invigde järnvägslinjen mellan Altona och Kiel, en järnväg som då gick genom Holstein, ett territorium som var under dansk kontroll genom att Danmarks kung var dess hertig.
Altona var till kriget år 1864 den danska monarkins näst största stad och förlusten av staden blev mycket svår för Danmark som förlorade sin enda större västkusthamn, varvid Esbjerg grundades som ersättning. Altona inkorporerades 1937 i Hamburg.
Altona har 280 838 invånare (2023). I västra delen av Altona ligger området Blankenese vid Elbe.
Innan andra världskriget levde större delen av Hamburgs judiska minoritet i stadsdelen.
I stadsdelen ligger det konst- och kulturhistoriska museet Altonaer Museum.

## Stadsdelar
1. Altona-Altstadt
2. Altona-Nord
3. Bahrenfeld
4. Ottensen
5. Othmarschen
6. Groß Flottbek
7. Osdorf
8. Lurup
9. Nienstedten
10. Blankenese
11. Iserbrook
12. Sülldorf
13. Hamburg-Rissen
14. Sternschanze